# Anoplodactylus maritimus
Anoplodactylus maritimus is een zeespin uit de familie Phoxichilidiidae. De soort behoort tot het geslacht Anoplodactylus. Anoplodactylus maritimus werd in 1914 voor het eerst wetenschappelijk beschreven door Hodgson. 